# Ariranha do Ivaí
Ariranha do Ivaí es un municipio brasileño del estado de Paraná. Posee un área de 241 km² representando el 0,1207 % del estado, 0,0427 % de la región y 0,0028 % de todo el territorio brasileño. Se localiza a una latitud 24°23'09" sur y a una longitud 51°35'06" oeste, estando a una altitud de 700 metros en la sede. Su población estimada en 2005 era de 2.584 habitantes.

## Demografía
Datos del Censo - 2000
Población Total: 2.883
- Urbana: 697
- Rural: 2.186

- Hombres: 1.521
- Mujeres: 1.362

Índice de Desarrollo Humano (IDH-M): 0,688
- IDH-M Salario: 0,598
- IDH-M Longevidad: 0,702
- IDH-M Educación: 0,764